# Catephia microcelis
Catephia microcelis là một loài bướm đêm trong họ Erebidae.